# المومبار (العوامة)
المومبار هو دُوَّار يقع بجماعة العوامة، عمالة طنجة أصيلة، جهة طنجة تطوان الحسيمة في المملكة المغربية. ينتمي الدوّار لمشيخة العوامة التي تضم 5 دواوير. يقدر عدد سكانه بـ 972 نسمة حسب الإحصاء الرسمي للسكان والسكنى لسنة 2004.

## روابط خارجية
- البوابة الوطنية للجماعات الترابية
- المندوبية السامية للتخطيط